# Municipio de New Vernon
El municipio de New Vernon  (en inglés: New Vernon Township) es un municipio ubicado en el condado de Mercer en el estado estadounidense de Pensilvania. En el año 2000 tenía una población de 524 habitantes y una densidad poblacional de 13.0 personas por km².

## Geografía
El municipio de New Vernon se encuentra ubicado en las coordenadas 41°25′00″N 80°06′59″O / 41.41667, -80.11639.

## Demografía
Según la Oficina del Censo en 2000 los ingresos medios por hogar en la localidad eran de $32,031 y los ingresos medios por familia eran $34,125. Los hombres tenían unos ingresos medios de $29,732 frente a los $17,500 para las mujeres. La renta per cápita para la localidad era de $13,325. Alrededor del 9,8% de la población estaban por debajo del umbral de pobreza.